# Alice in Wonder Underground
「Alice in Wonder Underground」（アリス イン ワンダー アンダーグラウンド）は、日本のロックバンド、BUCK-TICKの26枚目のシングルである。2007年8月8日発売。発売元はBMG JAPAN。

## 概要
- アルバム『天使のリボルバー』からの先行シングル第2弾で、 通常盤と初回生産限定盤の2種リリース。初回生産限定盤には特別ハードカバー仕様、写真集付き。
- メジャーデビュー後のシングルでは初めて、タイトル曲の歌詞を今井寿が手がけた。
- 前作「RENDEZVOUS 〜ランデヴー〜」に引き続き、カップリングには過去の楽曲のセルフカバーを収録。
- PVの監督は柿本ケンサク。

## 収録曲
1. Alice in Wonder Underground (4:06)
  - 作詞・作曲：今井寿、編曲：BUCK-TICK

間奏で今井が歌っている部分は、「ROMANCE」のカップリング曲「DIABOLO」の歌詞の一節。また両曲とも、同じリズムのティンパニのイントロがある点も共通している。
2. tight rope (5:27)
  - 作詞：櫻井敦司、作曲：今井寿、編曲：BUCK-TICK

9thアルバム『COSMOS』収録曲のセルフカバー。

## 収録アルバム
- 『天使のリボルバー』(#1)
- 『CATALOGUE ARIOLA 00-10』(#1)
- 『CATALOGUE THE BEST 35th anniv. 』(#1)